# Martin Röder
Martin Röder (Berlino, 1851 – Cambridge (Massachusetts), 1895) è stato un compositore tedesco.

## Biografia
Ha studiato musica frequentando la Hochschule di Berlino.
Si trasferì in Italia, dove riuscì ad ottenere la direzione dei cori del Teatro Dal Verme (1873-80) a Milano; nella stessa città si distinse per la fondazione della Società del Quartetto Corale.
Successivamente ritornò nella sua città di origine, nella quale iniziò la carriera di insegnante di musica al Conservatorio Scharwenka.
Nel 1887, ricevette la carica di insegnante all'Accademia di Musica in Irlanda a Dublino e cinque anni dopo si spostò in America, a Boston, per insegnare al locale Conservatorio. 
Tra le sue opere principali, si annoverano : Pietro Candiano, Giuditta e Vera; i misteri Santa Maria e Maria Maddalena; le sinfonie Azorenfahrt e Leonore; suite orchestrali; musiche da camera.
Tra le sue attività, vi è stata la collaborazione con la Gazzetta Musicale milanese e la pubblicazione Dal taccuino di un direttore d'orchestra.